# 2020年大洋洲國家盃
2020年大洋洲國家盃（英語：2020 OFC Nations Cup）原預定在2020年6月6日到2020年6月20日由大洋洲足球協會舉辦的第11屆大洋洲國家盃。此屆比賽原本在2020年1月10日時由紐西蘭當選為主辦國，原共有八隊可參與此屆比賽決賽圈。然而，在2020年4月21日時，大洋洲足球協會宣布因為2019冠状病毒病疫情導致比賽日程無法安排的困境，取消此屆比賽。

## 參賽資格
11個隸屬於大洋洲足球協會的國家足球隊原皆可參加此次比賽，而在2019年7月25日時表現較好，FIFA排名較前面的以下7支球隊原可直接晉級決賽圈：
| 隊伍            | FIFA排名(2019年7月25日） | 最佳成績                           |
| --------------- | ------------------------ | ---------------------------------- |
| 新西兰(主辦國） | 117                      | 冠軍，1973、1998、2002、2008、2016 |
| 所罗门群岛      | 142                      | 亞軍，2004                         |
| 新喀里多尼亞    | 154                      | 亞軍，2008、2012                   |
| 大溪地          | 158                      | 冠軍，2012                         |
|                 | 163                      | 殿軍，1973、2000、2002、2008       |
| 斐济            | 163                      | 季軍，1998、2008                   |
|                 | 168                      | 亞軍，2016                         |

而以下在2019年7月25日時表現較差，FIFA排名較後面的4支球隊，則原本須參加四搶一的資格賽以決定何球隊晉級決賽圈，原先預定於2020年3月20日~2020年3月27日在庫克群島的拉罗汤加岛上 FIFA Academy Field舉辦資格賽，然而大洋洲足球協會在2020年3月9日時因為2019冠状病毒病疫情，宣告所有協會內的比賽皆會延後至2020年5月6日，直到在2020年4月21日時宣告此屆比賽取消。
| 隊伍                     | FIFA排名(2019年7月25日） | 最佳成績           |
| ------------------------ | ------------------------ | ------------------ |
| 庫克群島（資格賽主辦國） | 190                      | 分組賽，1998、2000 |
| 美属萨摩亚               | 194                      | 沒有               |
| 萨摩亚                   | 197                      | 分組賽，2012、2016 |
|                          | 207                      | 沒有               |

## 原欲舉辦之場地
此屆競賽原本預定於在奧克蘭舉辦，而北港湾体育场和Trusts体育馆原本為所用場地。
| 奧克蘭           | 奧克蘭2020年大洋洲國家盃 (紐西蘭) | 奧克蘭2020年大洋洲國家盃 (紐西蘭) | 奧克蘭2020年大洋洲國家盃 (紐西蘭) | 奧克蘭2020年大洋洲國家盃 (紐西蘭) | 奧克蘭2020年大洋洲國家盃 (紐西蘭) | 奧克蘭          |
| 北港湾体育场     | 奧克蘭2020年大洋洲國家盃 (紐西蘭) | 奧克蘭2020年大洋洲國家盃 (紐西蘭) | 奧克蘭2020年大洋洲國家盃 (紐西蘭) | 奧克蘭2020年大洋洲國家盃 (紐西蘭) | 奧克蘭2020年大洋洲國家盃 (紐西蘭) | Trusts体育馆    |
| 容纳人数: 25,000 | 奧克蘭2020年大洋洲國家盃 (紐西蘭) | 奧克蘭2020年大洋洲國家盃 (紐西蘭) | 奧克蘭2020年大洋洲國家盃 (紐西蘭) | 奧克蘭2020年大洋洲國家盃 (紐西蘭) | 奧克蘭2020年大洋洲國家盃 (紐西蘭) | 容纳人数: 4,901 |
|                  | 奧克蘭2020年大洋洲國家盃 (紐西蘭) | 奧克蘭2020年大洋洲國家盃 (紐西蘭) | 奧克蘭2020年大洋洲國家盃 (紐西蘭) | 奧克蘭2020年大洋洲國家盃 (紐西蘭) | 奧克蘭2020年大洋洲國家盃 (紐西蘭) |                 |